# Silhak
Silhak foi um movimento de reforma social confucionista coreano no final da dinastia Joseon. Sil significa "real" ou "prático", e hak significa "estudos" ou "aprendizagem". Desenvolveu-se em resposta à natureza cada vez mais metafísica do neoconfucionismo (성리학) que parecia desconectado das rápidas mudanças agrícolas, industriais e políticas que ocorreram na Coreia entre o final do século XVII e início do século XIX. Silhak foi projetado para combater o seguimento "acrítico" dos ensinamentos confucionistas e a estrita adesão ao "formalismo" e "ritual" pelos neoconfucionistas. A maioria dos estudiosos Silhak eram de facções excluídas do poder e outros estudiosos descontentes pedindo reforma. Eles defendiam um confucionismo empírico profundamente preocupado com a sociedade humana no nível prático.
Seus proponentes geralmente defendiam a reforma da rígida estrutura social confuciana, reformas agrárias para aliviar a situação dos camponeses, promovendo a própria identidade e cultura nacional da Coreia, incentivando o estudo da ciência e defendendo o intercâmbio de tecnologia com países estrangeiros. Os estudiosos de Silhak queriam usar abordagens realistas e experimentais para problemas sociais com a consideração do bem-estar das pessoas. Estudiosos de Silhak encorajaram a igualdade humana e avançaram em direção a uma visão mais centrada na história coreana. A escola Silhak é creditada por ajudar a criar uma Coreia moderna.